# C/1989 Y1 (Skorichenko-George)
Kometa Skorichenko-George (C/1989 Y1) – kometa jednopojawieniowa, którą po raz pierwszy zaobserwowali Doug George z miasta Kanata (niedaleko Ottawy w stanie Ontario, Kanada) oraz Boris Nikołajewicz Skoritczenko w Mezmaj (Kraj Krasnodarski). Obaj dokonali odkrycia 17 grudnia 1989 roku.

## Orbita
Orbita komety C/1989 Y1 ma kształt hiperboli o mimośrodzie >1. Jej peryhelium znalazło się w odległości 1,57 j.a. od Słońca, a sama kometa przeszła przez nie 11 kwietnia 1990 roku. Nachylenie orbity względem ekliptyki to wartość 59,4˚.

## Właściwości fizyczne
W widmie komety zaobserwowano wyraźne linie emisyjne C2.